# Time and a Word
Time and a Word (с англ. — «Время и слово») — второй студийный альбом прогрессив-рок-группы Yes, выпущенный лейблом Atlantic Records в июне 1970 года в Великобритании и в ноябре 1970 года в США. В 1994 году альбом был ремастирован, а в 2003 году ремастированное издание выпущено повторно с четырьмя бонус-треками.

## Об альбоме
Это второй и последний альбом Yes, записанный в исходном составе с Питером Бэнксом. Напряжённость в группе возрастала после того, как роль Бэнкса как гитариста стала уменьшаться. Запись альбома была завершена в начале 1970 года. Питер Бэнкс к тому времени уже оставил Yes, после чего к группе присоединился гитарист Стив Хау. С его приходом начал формироваться «классический» состав Yes. Группа продолжала репетировать и летом-осенью 1970 года начала записывать свой следующий диск The Yes Album, ставший более успешным.
Наиболее известной композицией альбома Time and a Word стала завершающая его одноимённая песня, впоследствии много раз исполнявшаяся группой на концертах. Привлекает внимание также оригинальная обработка песни «Everydays» американского певца и композитора Стивена Стиллса. Time and a Word включает также три песни под авторством Джона Андерсона совместно с Дэвидом Фостером. При записи этого альбома использовались струнные и медные секции симфонического оркестра, некоторые критики высказывали упреки в злоупотреблении этими средствами.
Копии альбома в Великобритании и США имели разные варианты обложек. В Великобритании вышла версия с чёрно-белым орнаментом и обнажённой женщиной, но этот вариант посчитался неподходящим в США, отчего в Америке вышла версия обложки с участниками группы, включая и Стива Хау. Несмотря на появление Стива Хау на американской обложке, сам он не принимал участие в записи.

## Список композиций

### Сторона A
1. No Opportunity Necessary, No Experience Needed (Ричи Хэвенс) — 4:48
2. Then (Джон Андерсон) — 5:46
3. Everydays (Стивен Стиллс) — 6:08
4. Sweet Dreams (Джон Андерсон / Дэвид Фостер) — 3:50

### Сторона B
1. The Prophet (Джон Андерсон / Крис Сквайр) — 6:34
2. Clear Days (Джон Андерсон) — 2:06
3. Astral Traveller (Джон Андерсон) — 5:53
4. Time and a Word (Джон Андерсон/Дэвид Фостер) — 4:32

### Ремастированные треки
Time and a Word был ремастирован и выпущен повторно в 2003 году с бонус-треками:
1. Dear Father (Джон Андерсон/Крис Сквайр) — 4:14
2. No Opportunity Necessary, No Experience Needed (Оригинальный микс) (Ричи Хэвенс) — 4:46
3. Sweet Dreams (Оригинальный микс) (Джон Андерсон/Дэвид Фостер) — 4:20
4. The Prophet (Сингловая версия) (Джон Андерсон/Крис Сквайр) — 6:33

## Участники записи
- Джон Андерсон — Ведущий вокал, перкуссия
- Питер Бэнкс — Электрогитара, акустическая гитара, вокал
- Крис Сквайр — Бас-гитара, вокал
- Тони Кей — Клавишные инструменты
- Билл Бруфорд — Барабаны, перкуссия

а также:
- Дэвид Фостер — акустическая гитара

## Переиздания
- 1989 — Atlantic — CD
- 1994 — Atlantic — CD (ремастер)
- 2003 — Rhino — CD (ремастер с бонус треками)